# Ayr (Escócia)
Ayr ( /ɛər/; em gaélico escocês:  Inbhir Àir, "Boca do Rio Ayr") é uma cidade de grande dimensão e ex-burgh real na costa oeste de Ayrshire na Escócia. É o centro administrativo da área do Conselho de South Ayrshire, e da cidade-condado histórica de Ayrshire. Ayr é actualmente a maior e mais populosa localidade em Ayrshire, e é a 12.º mais populosa da Escócia. A cidade encontra-se junto à pequena cidade de Prestwick a norte, formando uma única e contínua área urbana com a cidade.
Ayr foi estabelecida como burgh real em 1205, servindo como mercado central e porto de Ayrshire ao longo de todo o Período Medieval, e mantendo-se um porto de destaque durante todo Início do Período Moderno. Na margem sul do rio Ayr ficam as muralhas de uma cidadela construída por Oliver Cromwell durante os meados do século XVII. A sul da cidade fica situado o local de nascimento do poeta escocês Robert Burns, no subúrbio de Alloway. Ayr manteve-se uma popular estância turística desde a expansão da ferrovia, em 1840, devido à praia da cidade e dos seus campos de golfe, e Robert Burns.
Politicamente, Ayr é consideravelmente mais conservadora do que o resto do Reino Unido, sendo representada por um deputado conservador há já 91 anos – a partir de 1906 (como parte da Ayr Burghs eleitorado) até 1997. A cidade faz parte do eleitorado Parlamento Escocês, o primeiro eleitorado conservador com assento no Parlamento que tem sido representado pelo conservador John Scott desde uma eleição em 2000. No parlamento do Reino Unido, Ayr está situada no eleitorado de Ayr, Carrick e Cumnock que tem sido representado pelo deputado conservador Bill Grant desde as eleições gerais de 2017.
Ayr é um dos maiores centros comerciais no sul da Escócia, e foi reconhecida como a segunda cidade mais saudável do Reino Unido pela Sociedade Real para a Saúde Pública em 2014. Ayr recebe anualmente a corrida de cavalos Scotish Grand National desde 1965, e o Festival Aéreo Internacional Escocês desde de 2014. A cidade é a sede dos jornais Ayr Advertiser e Ayrshire Post.

## Etimologia
O nome Ayr pode ter origem numa palavra pré-Celta que significa "curso de água" ou "grande rio". Este nome foi usado antes do estabelecimento do calendário Juliano, em referência ao rio Ayr. A cidade era conhecida como "Inverair' ou 'Inverayr", que significa "boca do rio Ayr", mas foi mais tarde abreviado para 'Air' e, em seguida, para "Ayr'. Elementos do antigo nome continuam presentes no nome gaélico escocês de Ayr – Inbhir Ar.